# Saint-Paul (La Réunion)
Pour les articles homonymes, voir Saint-Paul.
Saint-Paul est une commune française située dans le département et la région de La Réunion, la deuxième de l'île en nombre d'habitants. Ses habitants sont appelés Saint-Paulois. Elle est la ville-centre d'une agglomération de plus de 106 554 habitants, qui comprend aussi les communes du Port et de La Possession.
Sa devise est : « Berceau du peuplement et baie du meilleur ancrage ».

## Géographie

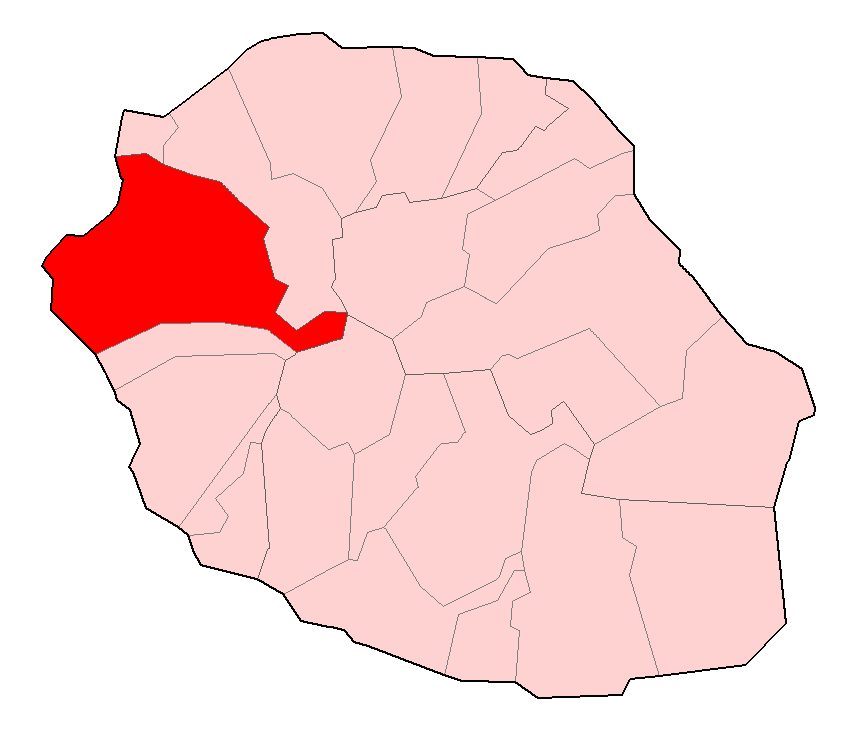
Localisation de la commune sur l'île de La Réunion.

### Localisation
La commune de Saint-Paul est située sur la côte ouest de l'île de La Réunion. Elle est limitrophe de Cilaos, du Port, de La Possession et de Trois-Bassins.
Le territoire communal est le plus vaste du département. Il recouvre une partie du cirque de Mafate et son point culminant se trouve tout près du sommet du Gros Morne, à 3 019 m d'altitude. Un autre sommet se trouve aux frontières de la commune : le Grand Bénare, qui culmine à 2 898 m d'altitude.
Ce territoire comprend notamment des forêts et une savane, la savane de Saint-Paul.

### Climat
La ville de Saint-Paul est considérée comme l'une des villes les plus chaudes de l'île (avec la ville du Port). Son climat est tropical sec, avec seulement 40 jours de pluie par an, la ville manque d'eau. Le vent n'est pas très présent du fait qu'on se trouve sur « la côte sous le vent ».
Les températures moyennes sont :
|                | janv. | févr. | mars | avr. | mai | juin | juil. | août | sept. | oct. | nov. | déc. |
| -------------- | ----- | ----- | ---- | ---- | --- | ---- | ----- | ---- | ----- | ---- | ---- | ---- |
| minimales (°C) | 0     | 0     | 0    | 23   | 21  | 19   | 19    | 18   | 19    | 20   | 21   | 23   |
| maximales (°C) | 32    | 32    | 32   | 31   | 29  | 28   | 27    | 27   | 27    | 29   | 30   | 31   |

## Urbanisme

### Typologie
Saint-Paul est une commune urbaine, car elle fait partie des communes denses ou de densité intermédiaire, au sens de la grille communale de densité de l'Insee,,,. Elle appartient à l'unité urbaine de Saint-Paul, une agglomération intra-départementale regroupant 3 communes et 176 280 habitants en 2022, dont elle est la ville-centre,.
Par ailleurs la commune fait partie de l'aire d'attraction de Saint-Paul, dont elle est la commune-centre. Cette aire, qui regroupe 5 communes, est catégorisée dans les aires de 50 000 à moins de 200 000 habitants,.
La commune, bordée par l'océan Indien à l'ouest, est également une commune littorale au sens de la loi du 3 janvier 1986, dite loi littoral. Des dispositions spécifiques d’urbanisme s’y appliquent dès lors afin de préserver les espaces naturels, les sites, les paysages et l’équilibre écologique du littoral, comme le principe d'inconstructibilité, en dehors des espaces urbanisés, sur la bande littorale des 100 mètres, ou plus si le plan local d’urbanisme le prévoit,.

## Histoire
La ville de Saint-Paul de La Réunion abrite la « baie du meilleur ancrage » de l'île, c'est donc par celle-ci que les premiers Français ont débarqué pour la première fois sur celle-ci le 29 juin 1642 à l'occasion de la seconde prise de possession des Mascareignes par la France.
Le 10 novembre 1663, le Saint-Charles mouille à Saint-Paul et l'île Bourbon devient cette fois une colonie et la première base française de l'océan Indien.
Ancienne capitale de l'île, Saint-Paul est la commune de l'île la plus ancienne. En 1738, Saint-Denis devient chef-lieu de l'île à son détriment.
Le 21 septembre 1809, Saint-Paul est conquise par les Britanniques, qui se retirent immédiatement. Ils auront le temps malgré tout d'intervenir pour stopper une révolte d'esclaves.

## Politique et administration

### Liste des maires
Le scrutin de 2008 a été annulé par décision du Conseil d'État du 11 août 2009, entraînant la mise en place d'une « délégation spéciale », dans l'attente de la tenue de nouvelles élections, composée de cinq membres et présidée par Gérard André, sous-préfet honoraire. Une nouvelle élection municipale s'est tenue le 27 septembre et le 4 octobre 2009 qui a confirmé la victoire d'Huguette Bello face à son adversaire Alain Bénard.

### Les cantons
Avant le redécoupage de 2014, Saint-Paul était le chef-lieu de cinq cantons :
- le 1er canton compte 13 051 habitants ;
- le 2e canton compte 18 540 habitants ;
- le 3e canton compte 24 857 habitants ;
- le 4e canton compte 17 594 habitants ;
- le 5e canton compte 25 249 habitants.

Depuis le découpage appliqué pour la première fois lors des élections départementales de 2015, Saint-Paul est le chef-lieu de trois cantons :
- le canton de Saint-Paul-1, comptant 33 161 habitants en 2016 ;
- le canton de Saint-Paul-2, comptant 35 025 habitants en 2016 ;
- le canton de Saint-Paul-3, comptant 37 296 habitants en 2016.

### Infrastructures
On trouve sur le territoire communal huit collèges :
- le collège public des Aigrettes, ouvert en 1986 à Saint-Gilles les Bains ;
- le collège public du Bernica (Saint-Gilles les Hauts) ;
- le collège public de l'Étang Saint-Paul ;
- le collège public Célimène Gaudieux (La Saline) ;
- le collège public Jules Solesse (Bois de Nèfles) ;
- le collège public Albert Lougnon (Le Guillaume) ;
- le collège privé Maison Blanche (Le Guillaume) ;
- le collège public de Plateau Caillou ;
- le collège public Antoine Soubou (Saint-Paul centre) ;
- le collège public Roquefeuil (Saint-Gilles les Bains)

On y trouve par ailleurs sept lycées :
- le lycée d'enseignement agricole Émile Boyer de La Giroday (Sans Souci) ;
- le lycée d'enseignement général et technologique Évariste de Parny (Plateau Caillou) ;
- le lycée d'enseignement général et technologique Louis Payen (Saint-Paul centre) ;
- le lycée professionnel hôtelier La Renaissance, rebaptisé Lycée Hôtelier de La Réunion Christian Antou en 2023 (Plateau Caillou) ;
- le lycée professionnel de Vue-Belle (La Saline) ;
- le lycée Saint-Paul 4, rebaptisé Lycée Paul Vergès en 2023 (la Plaine Saint-Paul) ;
- le lycée privé de Maison Blanche, ouvert en 2010 (Le Guillaume).

La commune a inauguré en juillet 2005 le premier cinéma multiplexe de l'île, le Ciné Cambaie.
Elle a abrité durant le dernier tiers du XXe siècle une antenne du système de navigation Oméga de 428 mètres de haut, dite l'antenne Oméga, qui a depuis été démontée. Dans la zone réservée à son pied, un vaste projet d'urbanisme est en cours d'étude : une ville nouvelle, l'Ecocité Cambaie-Oméga.
La commune de Saint-Paul est devenue il y a peu le point de liaison entre La Réunion et le reste de l'océan Indien par le biais du câble SAFE qui relie l'Afrique du Sud à la Malaisie.

## Population et société

### Démographie

#### Évolution démographique
L'évolution du nombre d'habitants est connue à travers les recensements de la population effectués dans la commune depuis 1961, premier recensement postérieur à la départementalisation de 1946. À partir de 2006, les populations de référence des communes sont publiées annuellement par l'Insee. Le recensement repose désormais sur une collecte d'information annuelle, concernant successivement tous les territoires communaux au cours d'une période de cinq ans. Pour les communes de plus de 10 000 habitants les recensements ont lieu chaque année à la suite d'une enquête par sondage auprès d'un échantillon d'adresses représentant 8 % de leurs logements, contrairement aux autres communes qui ont un recensement réel tous les cinq ans,.

En 2022, la commune comptait 106 220 habitants, en évolution de +0,7 % par rapport à 2016 (La Réunion : +3,33 %, France hors Mayotte : +2,11 %).
| 1961   | 1967   | 1974   | 1982   | 1990   | 1999   | 2006   | 2011    | 2016    |
| ------ | ------ | ------ | ------ | ------ | ------ | ------ | ------- | ------- |
| 35 528 | 43 129 | 52 554 | 58 412 | 71 669 | 87 712 | 99 291 | 103 916 | 105 482 |

| 2021    | 2022    | - | - | - | - | - | - | - |
| ------- | ------- | - | - | - | - | - | - | - |
| 105 240 | 106 220 | - | - | - | - | - | - | - |

#### Pyramide des âges
La population de la commune est relativement jeune. En 2020, le taux de personnes d'un âge inférieur à 30 ans s'élève à 38,2 %, soit un taux inférieur à la moyenne départementale (41,7 %). Le taux de personnes d'un âge supérieur à 60 ans (18,7 %) est supérieur au taux départemental (18 %).
En 2020, la commune comptait 50 970 hommes pour 53 331 femmes, soit un taux de 51,13 % de femmes, inférieur au taux départemental (52,1 %).
Les pyramides des âges de la commune et du département s'établissent comme suit :
| Hommes | Classe d’âge | Femmes |
| ------ | ------------ | ------ |
| 0,3    | 90 ou +      | 0,8    |
| 4      | 75-89 ans    | 5,1    |
| 13,3   | 60-74 ans    | 13,8   |
| 23     | 45-59 ans    | 22     |
| 19,5   | 30-44 ans    | 21,6   |
| 18,1   | 15-29 ans    | 16,9   |
| 21,8   | 0-14 ans     | 19,7   |

| Hommes | Classe d’âge | Femmes |
| ------ | ------------ | ------ |
| 0,3    | 90 ou +      | 0,7    |
| 4      | 75-89 ans    | 5,3    |
| 13,4   | 60-74 ans    | 13,5   |
| 21,2   | 45-59 ans    | 21     |
| 18,1   | 30-44 ans    | 19,8   |
| 19,7   | 15-29 ans    | 18,7   |
| 23,4   | 0-14 ans     | 20,9   |

## Économie
- Maison de l'entreprise de la Chambre de commerce et d'industrie de La Réunion.

## Culture locale et patrimoine

### Lieux et monuments
- Marché

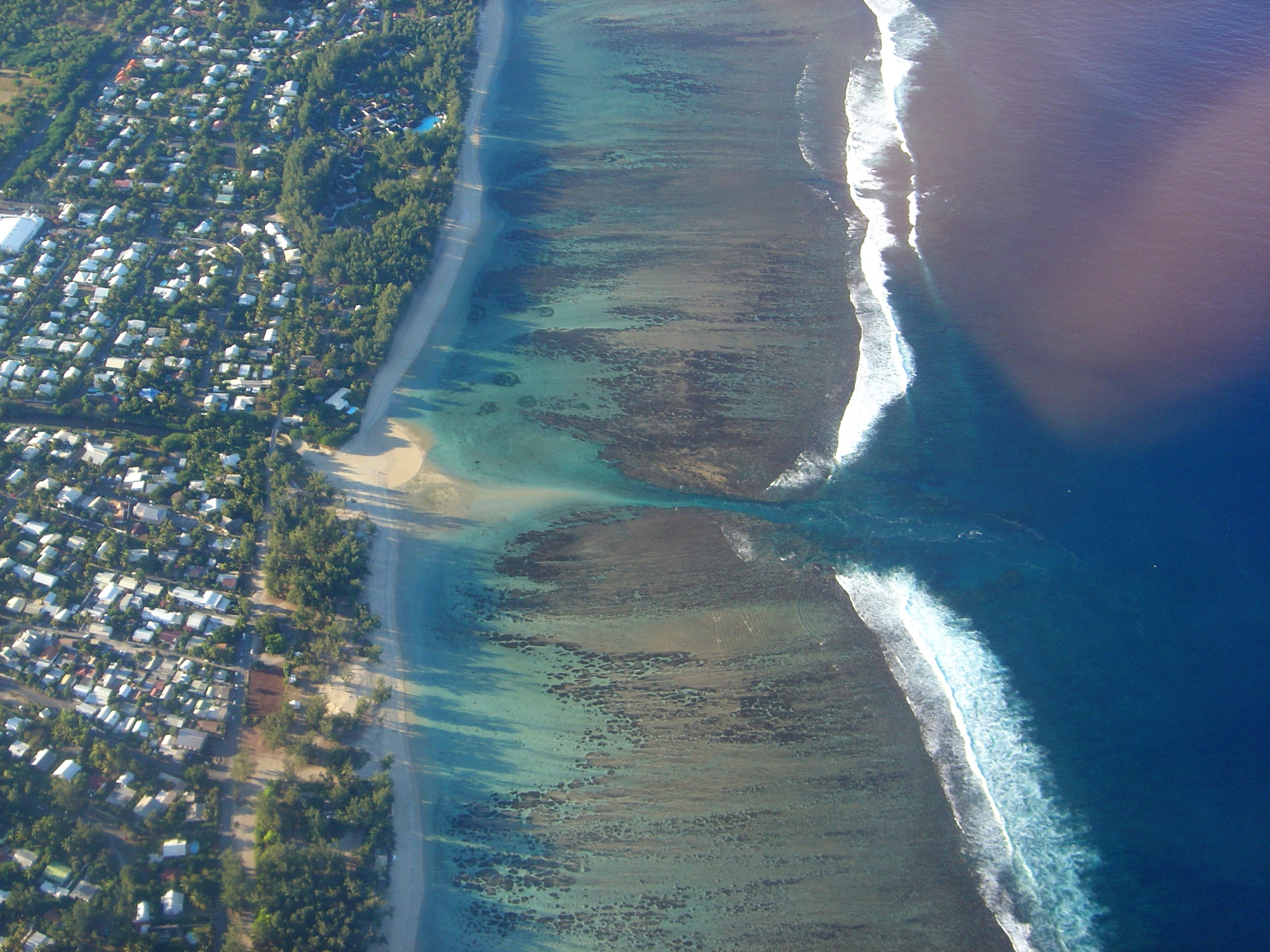
Lagon corallien et passe.

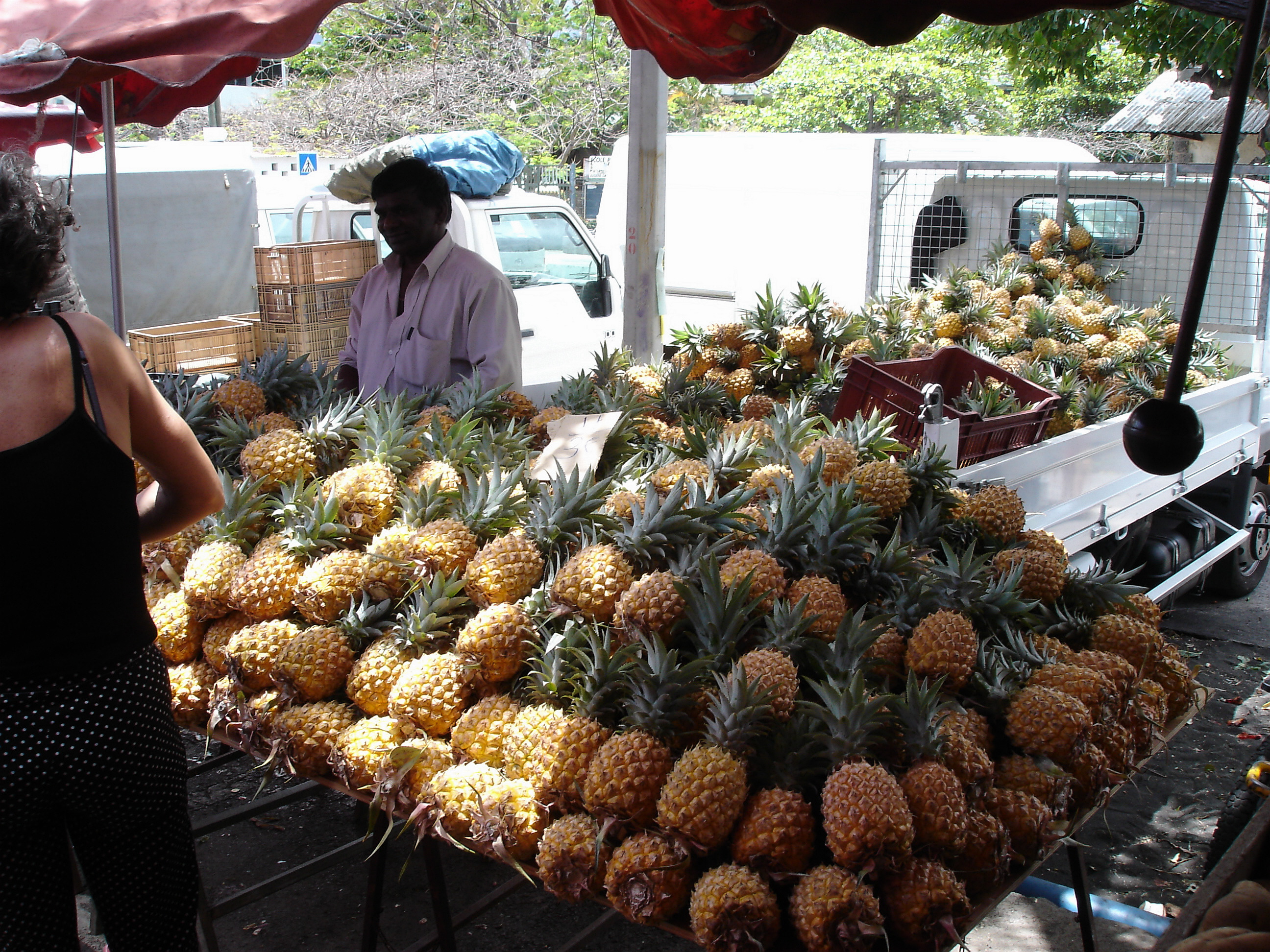
Vente d'ananas Victoria au marché de Saint-Paul.

- Magnifique demeure coloniale abritant l'ancienne école franco-chinoise.
- Cimetière marin abritant la tombe du dernier pirate français, Olivier Levasseur, dit « La Buse »
- Cimetière des esclaves
- Grotte des Premiers Français, là où ces derniers ont abrité leurs affairesMusée historique de Villèle, situé dans l'ancienne habitation Desbassayns.
- Tour des Roches
- Plage de Boucan Canot

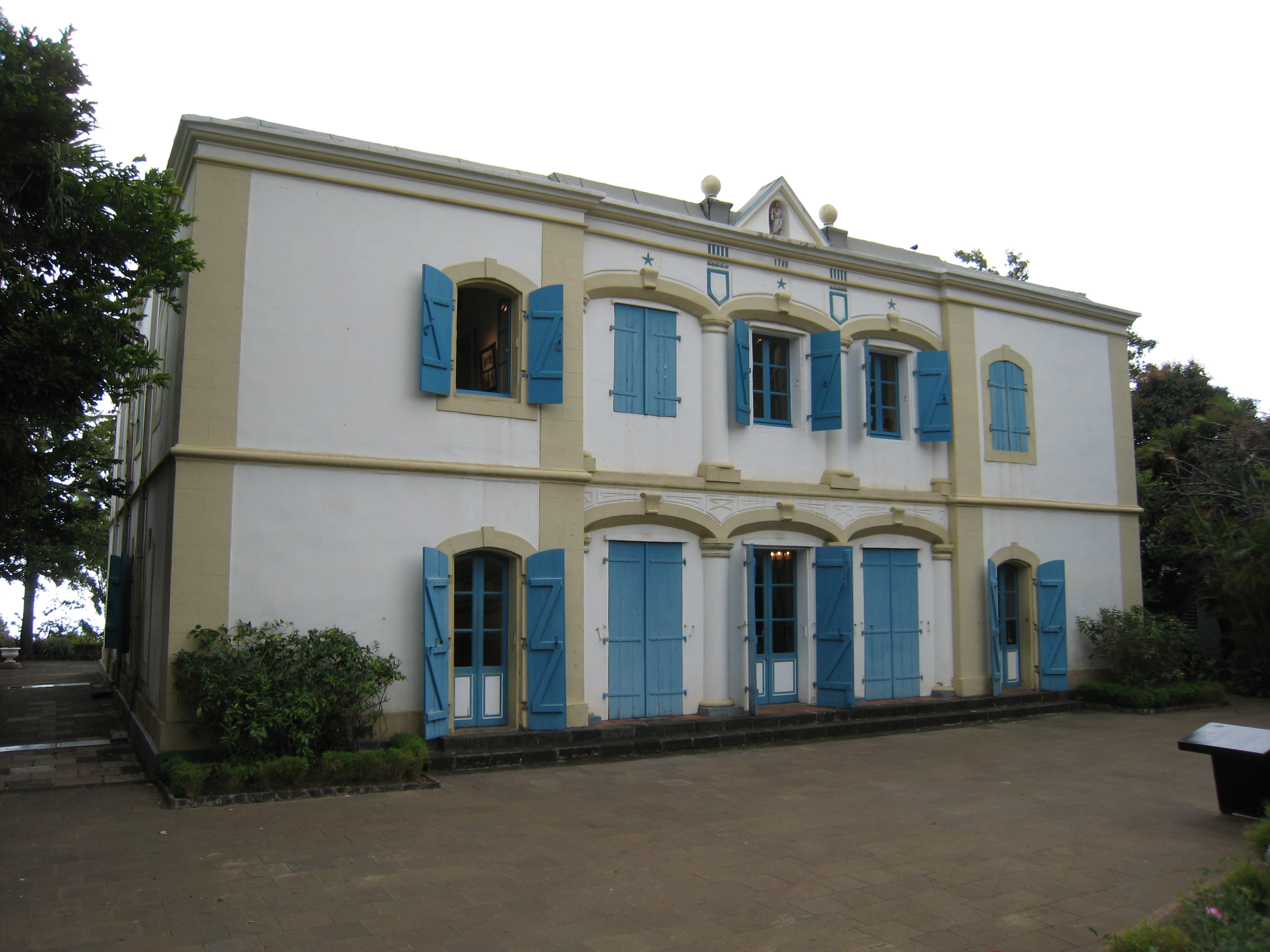
Musée historique de Villèle, situé dans l'ancienne habitation Desbassayns.

- Station balnéaire de Saint-Gilles les Bains
- Aquarium de La Réunion
- Jardin d'Éden
- Sommet du Maïdo
- Théâtre en plein air de Saint-Gilles
- Musée historique de Villèle (situé dans l'ancienne habitation Desbassayns).

### Lieux de cultes
- Chapelle Pointue. L'édifice a été classé au titre des monuments historiques en 1970[26]
- Église de la Conversion de saint Paul. L'édifice a été inscrit au titre des monuments historiques en 2010[27]
- Église Notre-Dame-de-la-Paix de Saint-Gilles-les-Bains
- Église Sainte-Thérèse-d'Avila de la Saline-les-Hauts
- Église Saint-Joseph-Artisan de Savannah
- Église de la Sainte-Famille de Bellemène.

Liste détaillée des églises de Saint-Paul sur :

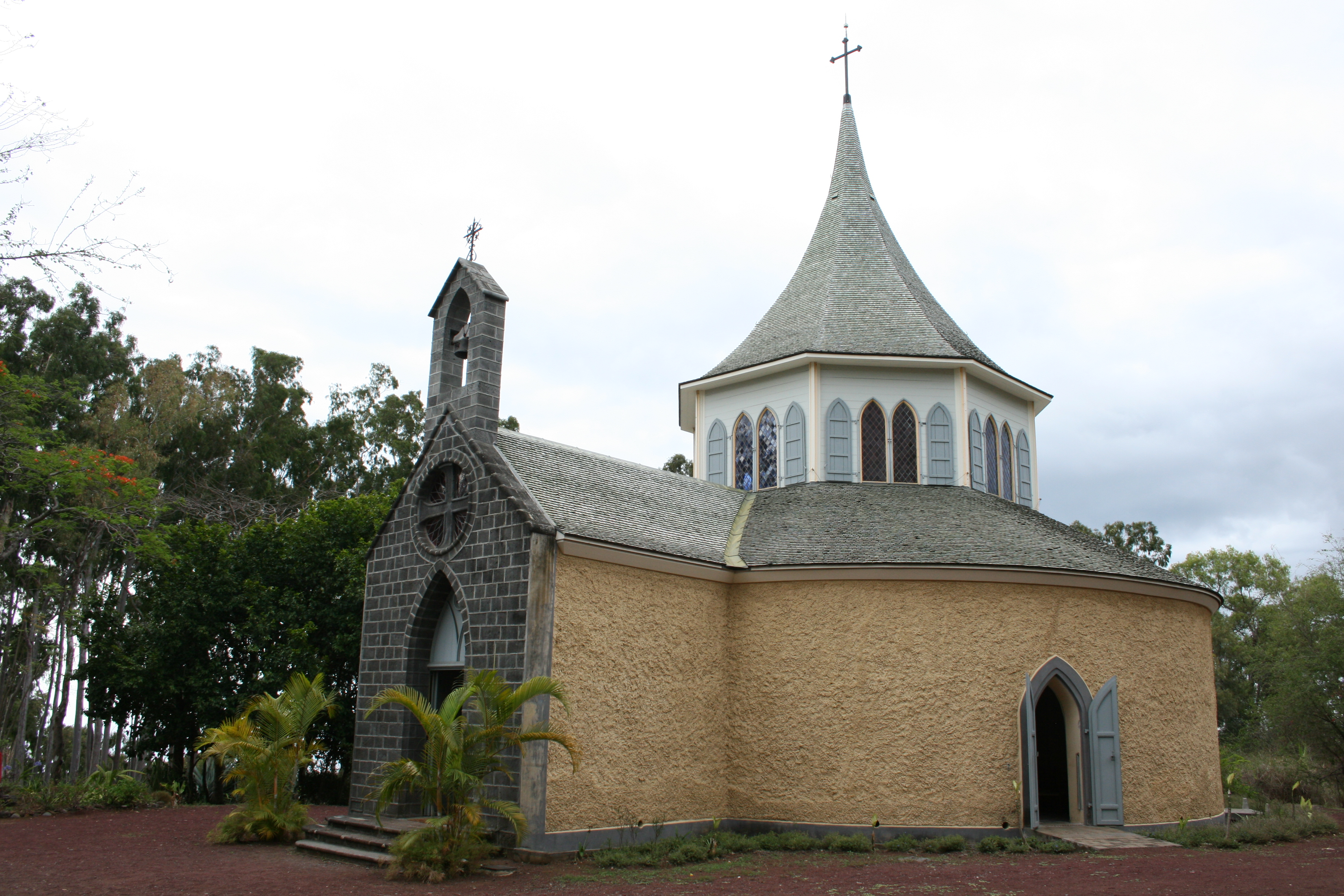
La chapelle Pointue.
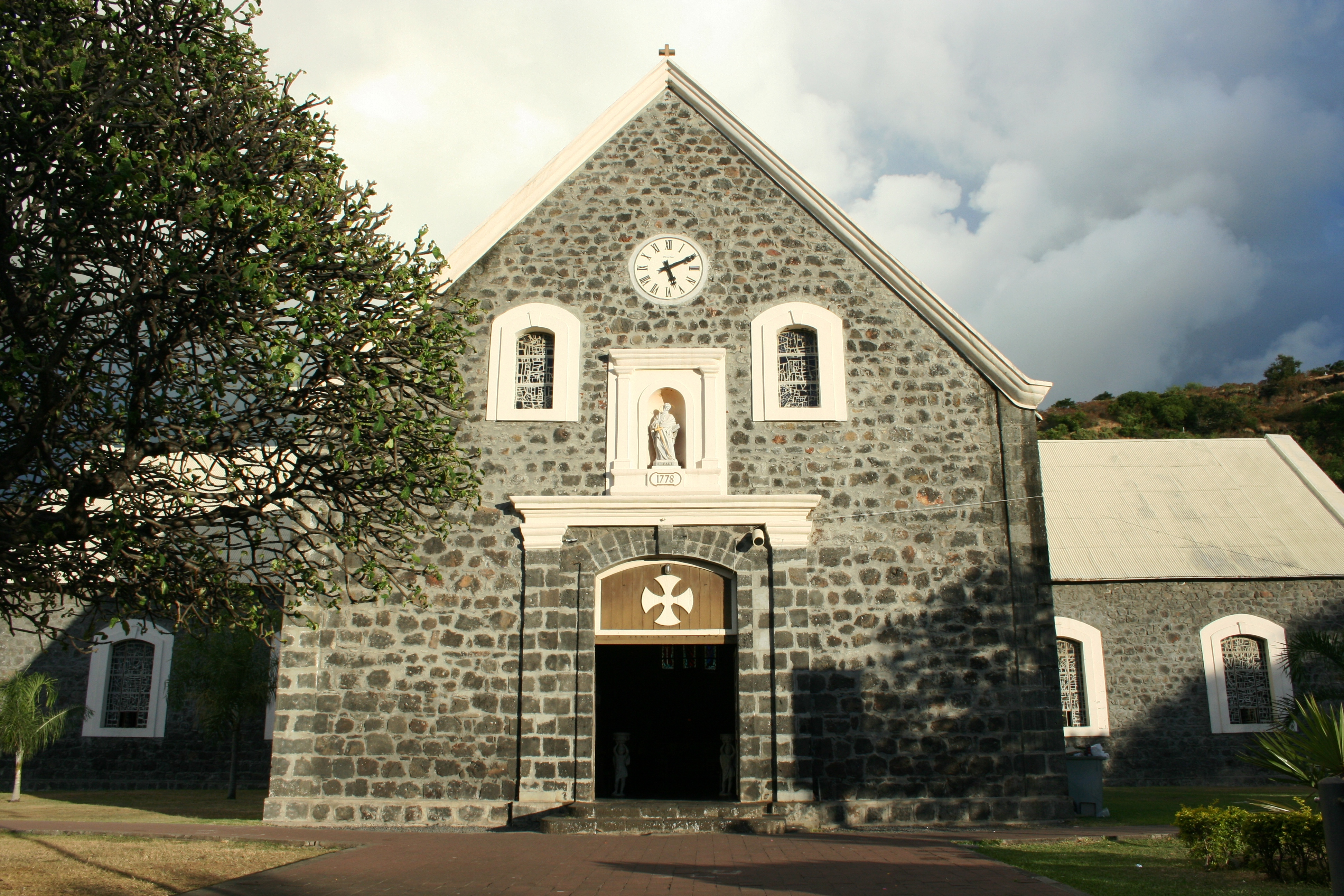
La façade de l'église de la Conversion de saint Paul.
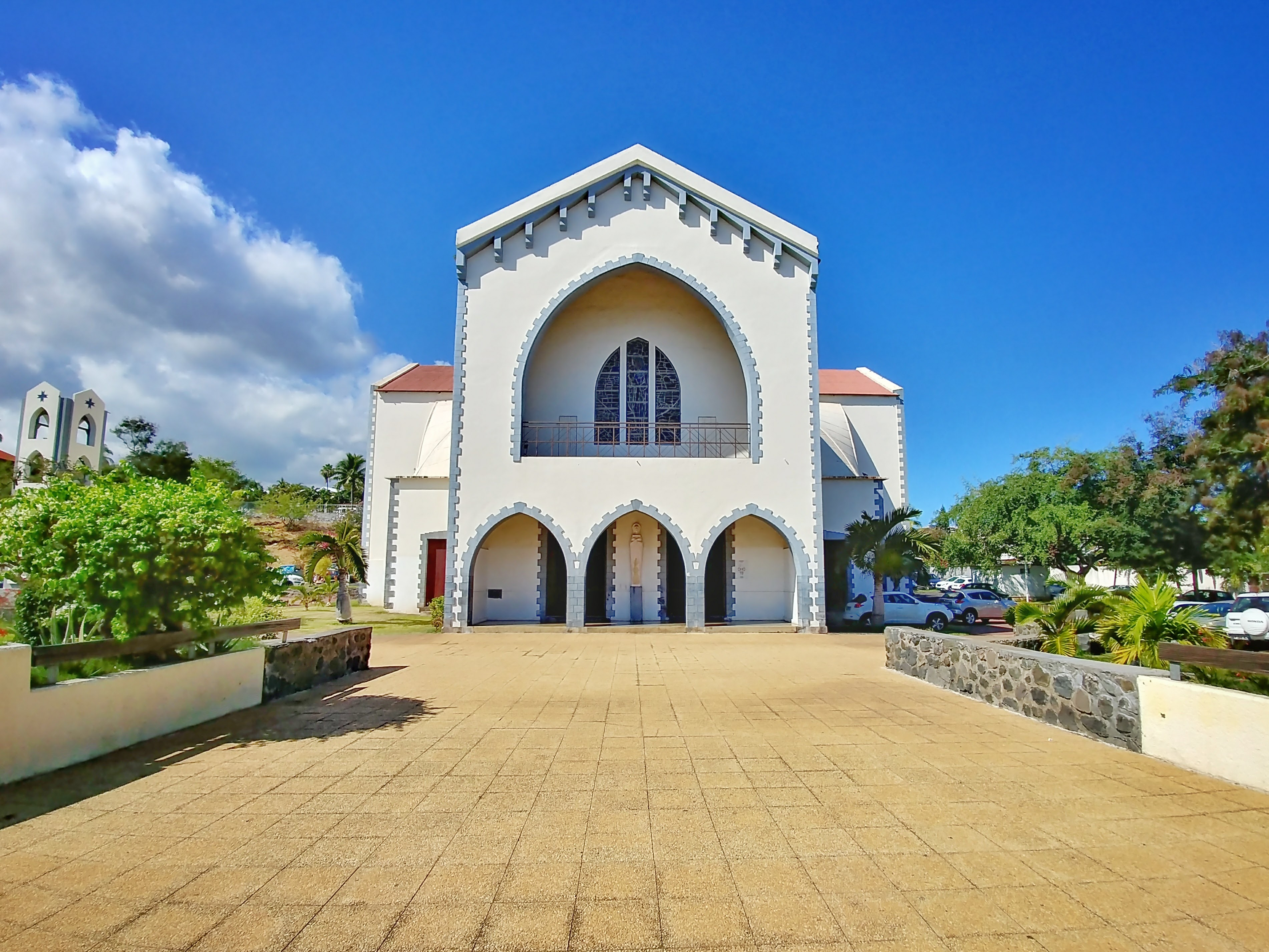
Église Notre-Dame-de-la-Paix de Saint-Gilles-les-Bains.
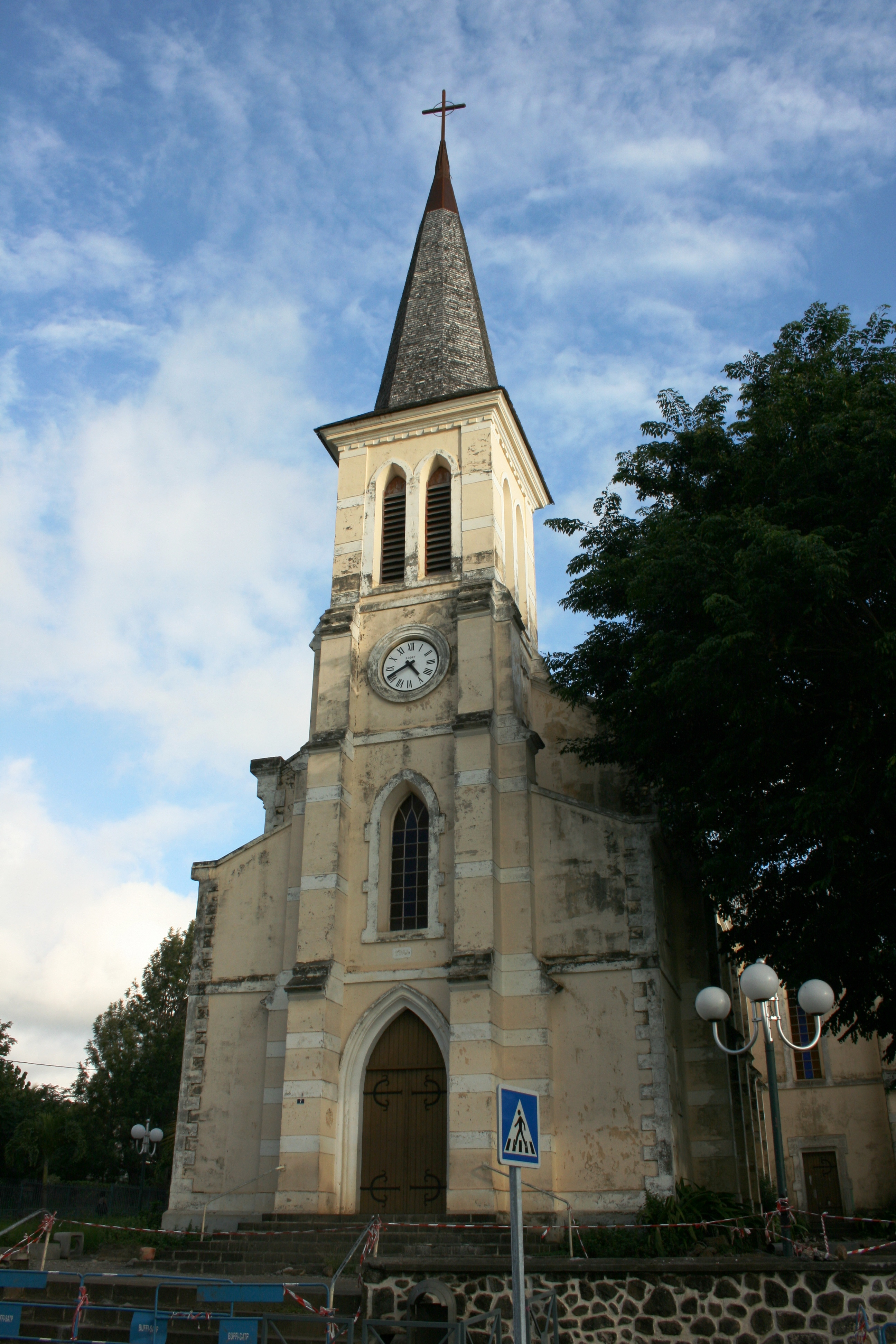
Église Sainte-Thérèse-d'Avila de la Saline-les-Hauts.
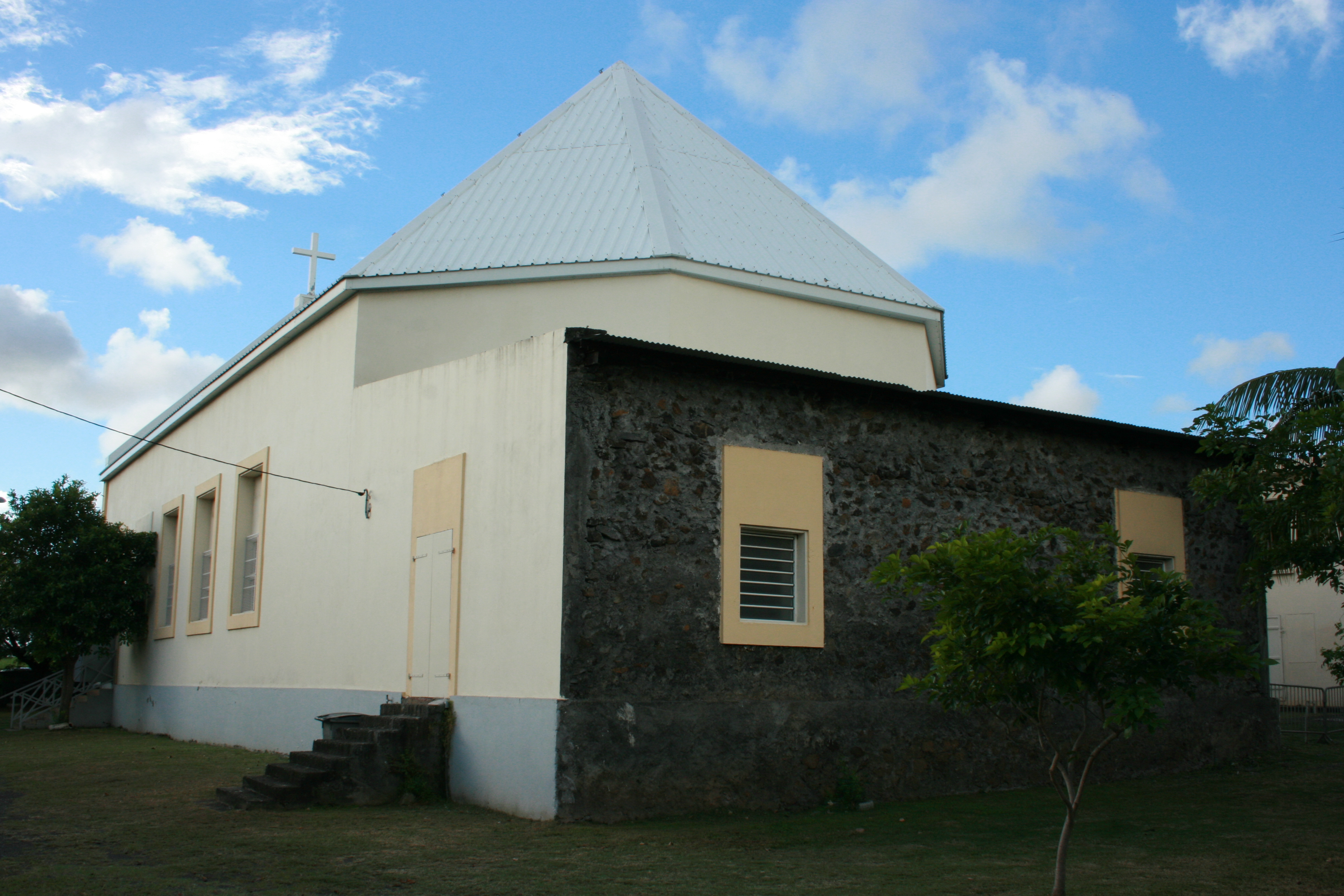
Église Saint-Joseph-Artisan de Savannah.
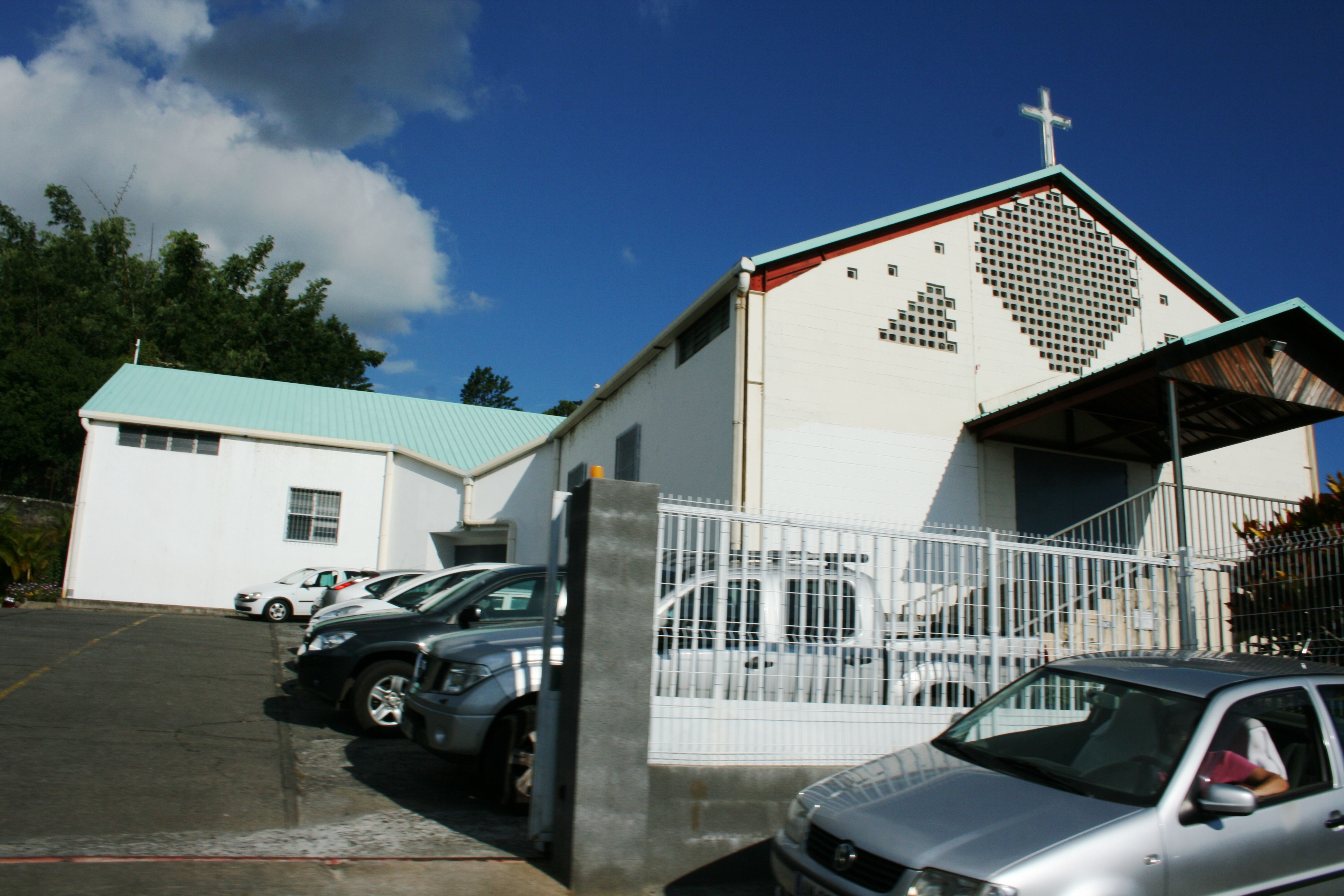
Église de la Sainte-Famille de Bellemène.

### Personnalités liées à la commune
Les personnages suivants sont nés à Saint-Paul :
- Évariste de Parny (1753-1814), poète
- Célimène Gaudieux (1807-1864), chanteuse et poétesse
- Eugène Dayot (1810-1852), poète et romancier
- Leconte de Lisle (1818-1894), poète parnassien
- Blanche Pierson (1842-1919), comédienne
- Joe Alex (1891-1948), acteur et danseur
- Roland Robert (1937-2014), né au Guillaume et maire de La Possession pendant 43 ans.

Sont morts à Saint-Paul :
- Nicolas Ernault de Rignac des Bruslys (1757-25 septembre 1809), général des armées de la Révolution et de l'Empire. Se suicida plutôt que de se rendre aux forces britanniques qui avaient envahi l'île le 21.

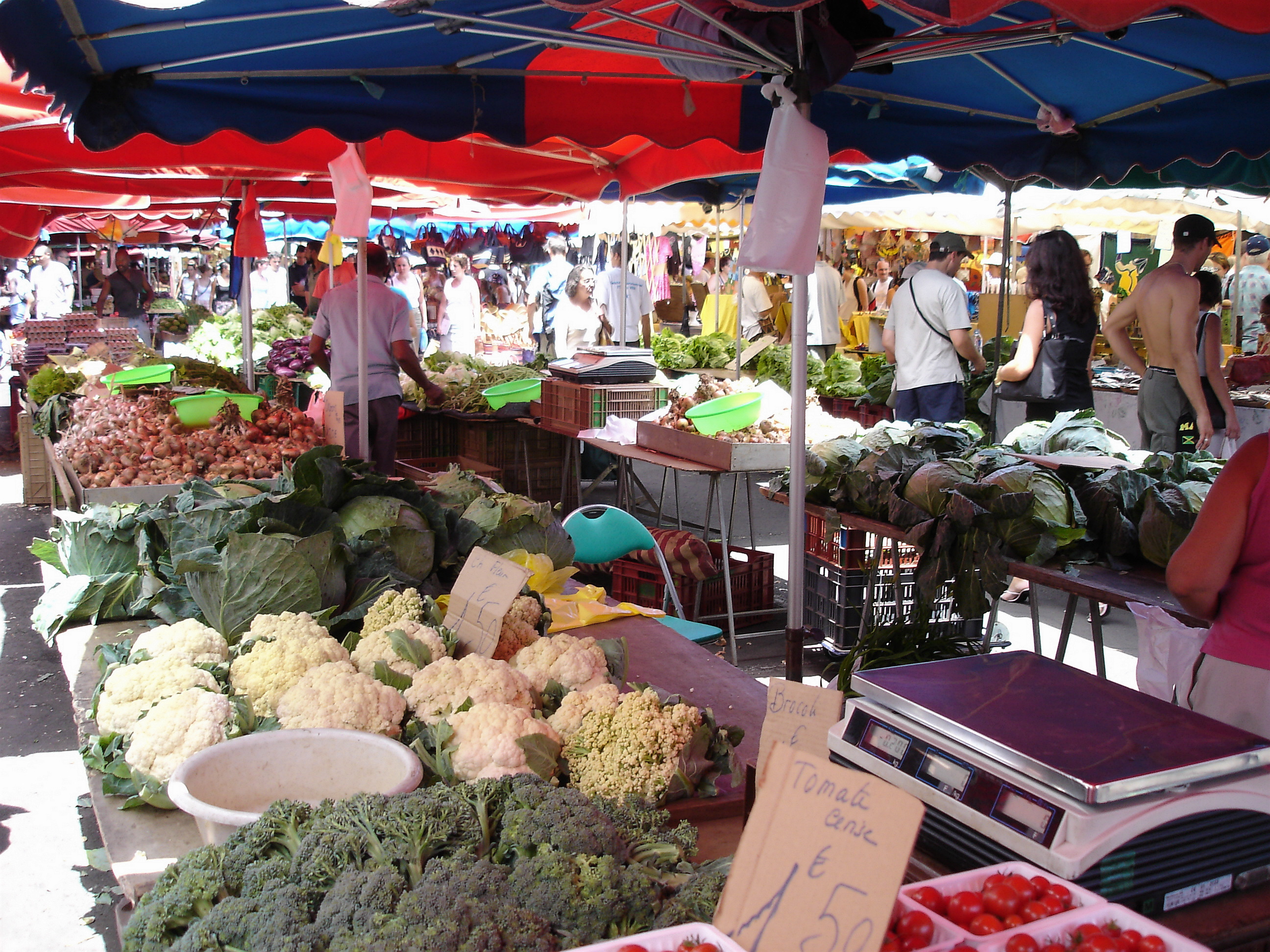
Le marché forain de Saint-Paul.

### Héraldique
| Blason | Blasonnement : D'azur à deux fasces ondées d'or, chargées d'un dodo d'argent becqué et armé de sable, chargé en abîme d'un écusson de gueules à une ancre d'argent. |